# Therapy?
Pour les articles homonymes, voir Therapy.
Therapy? est un groupe de rock metal alternatifs nord-irlandais, originaire de Larne, en Irlande du Nord. Il est formé au début des années 1990 par Andy Cairns (chant/guitare), Fyfe Ewing (batterie) et Michael McKeegan (basse). Ses influences vont des Stranglers à Judas Priest.
Therapy? se fait connaître en Europe en 1992 grâce au single Teethgrinder présent sur l'album Nurse. En 1993, le groupe participe à la bande originale du film Judgment Night qui propose des collaborations entre des artistes de hip-hop et de rock. Therapy? joue le titre Come and Die avec Fatal. Le succès devient mondial en 1994 avec Troublegum, album qui contient des morceaux célèbres comme : Screamager, Nowhere, Trigger Inside, Die Laughing ou Isolation (reprise de Joy Division). La même année, Therapy? reprend Iron Man de Black Sabbath en compagnie d'Ozzy Osbourne sur la compilation-hommage Nativity in Black. En 1995, Therapy? revient avec un disque plus sombre : Infernal Love, qui n'a pas le même succès que le précédent, mais qui confirme la qualité du groupe avec les titres : Stories, Loose ou Diane (reprise de Hüsker Dü).
En 1995, les chansons Teethgrinder et Auto Surgery de Therapy? sont choisies pour faire partie de la bande originale du jeu Road Rash, au côté de Soundgarden, Paw, Hammerbox, Monster Magnet et Swervedriver.

Le batteur Fyfe Ewing décide de quitter Therapy? en 1996 car il en avait assez des tournées. Il est remplacé par un autre batteur et le trio devient un quatuor avec l'arrivée du violoncelliste Martin McCarrick (ex-Siouxsie and the Banshees), qui avait déjà travaillé avec le premier trio. Depuis, Therapy? change à nouveau de batteur (Neil Cooper) et est redevenu un trio après le départ de McCarrick en 2004. C'est un retour aux sources avec un son plus proche de celui des débuts. Même si le groupe fait moins parler de lui, il reste très productif. Une tournée est organisée en France et en Europe en 2006 : Going EVERYwhere Tour. En mars 2008, The Ticket, supplément du Irish Times Magazine, fait le classement des meilleurs albums irlandais de tous les temps et Troublegum se trouve à la 15e place.

## Biographie

### Débuts (1989–1992)
Lors d'un concert annuel à but caritatif qui a lieu au bar de l'université d'Ulster (Aid For Africa), à Jordanstown, en 1988, Andy Cairns, qui est alors contrôleur qualité à l'usine de pneus Michelin locale, remarque Fyfe Ewing jouant de la batterie au sein du groupe League of Decency, un cover band qui reprend des titres de Siouxsie and The Banshees, des Damned et de Dead Kennedys. Les deux font connaissance et partent répéter chez Fyfe à Larne. Ils enregistrent une démo quatre titres le 8 avril 1989 pour cinquante livres (Thirty Seconds of Silence, contenant les titres Bloody Blue, Skyward, Body O.D., futur Stop It You're Killing Me et Beefheart/Albini) avec Andy à la basse, instrument qu'il a emprunté à un camarade de Fyfe, Michael McKeegan. Durant l'année 1989, ils écrivent des morceaux tels que Meat Abstract, Window Wall (futur Brainsaw), Fantasy Bag, Potato Junkie, S.W.T. (futur Screamager). Souhaitant jouer en live, ils recrutent McKeegan et jouent leur premier concert au Belfast Art College avec Decadence Within le 20 août 1989. Ils enregistrent ensuite une autre démo quatre titres (Meat Abstract). Le style musical commence dès lors à s'inspirer du mouvement rock indépendant qui implique des groupes comme The Jesus Lizard, Big Black, et The Membranes, et de new beat disco comme le groupe belge Erotic Dissidents,.
Therapy? publie son premier single, intitulé Meat Abstract en juillet 1990, qui contient Meat Abstract et Punishment Kiss en face B. Le single est édité à 1 000 exemplaires en vinyle, et publié sur le propre label du groupe, Multifuckinational Records. En juillet 1990, le groupe effectue sa première tournée britannique avec The Beyond, le groupe dans lequel officiait le batteur Neil Cooper à l'époque, attirant l'attention du DJ John Peel qui croisera leur route. Le groupe ouvre pour notamment Loop, Ride, Teenage Fanclub, Inspiral Carpets, Tad, Fugazi et Ned's Atomic Dustbin. Therapy? attire rapidement l'intérêt du public de par son style musical sans compromis. Le 23 février 1991, Therapy? signe un contrat avec John Loder, producteur de Fugazi, Big Black, etc., qui travaille chez Southern Records, associé au label londonien Wiiija Records. Cette signature est enclenchée grâce à Lesley Rankine de Silverfish, après un concert à Glasgow de Silverfish et Revolting Cocks, side-project du chanteur de Ministry, auquel assistent Cairns et McKeegan le 26 janvier 1991. Ils emportent un 45 tours et une cassette de Meat Abstract qu'ils destinent au départ au chanteur de Ministry. Lesley Rankine donnera leur premier single au directeur Gary Walker de Wiiija,.
Le premier album du groupe, Babyteeth, enregistré durant la période de Noël 1990 et sorti le 15 juillet 1991, et sa suite Pleasure Death, publiée le 27 janvier 1992, leur permettent de signer chez la major A&M Records. Les critiques de la presse musicale sont élogieuses, recensions que l'on trouve dans des magazines tels que NME et Melody Maker. Ces deux albums sont des succès dans la scène underground, atteignant la première place des UK Indie Charts. Cependant, le groupe continue à manquer d'argent. Andrew Cairns poursuit son travail chez Michelin et ses deux comparses continuent à suivre leurs cours à l'université. Ils jouent alors avec Babes in Toyland et Hole à leurs tournées britanniques respectives. Une compilation regroupant les deux albums, intitulée Caucasian Psychosis, est publiée en Amérique du Nord, et le groupe se lance dans sa première tournée américaine en octobre 1992. Le 5 juin 1992, Therapy? signe chez A&M, une major qui a également recruté Police et Soundgarden. Le passage du groupe chez une major est vu comme une trahison de la part d'un certain nombre de fans, qui considèrent que ce changement est imputable à des raisons pécuniaires. Son premier album chez A&M, Nurse, qui paraît en octobre 1992 en Europe, atteint le classement UK's Top 40 Album en novembre 1992, et son single Teethgrinder devient premier du Top 40 Single au Royaume-Uni et en Irlande,. À cette période, le grunge est en plein boum avec l'émergence du groupe américain Nirvana. Le groupe désire interpréter la chanson Gone lors de son passage au London Astoria, le  27 novembre 1992. Ils veulent reproduire le violoncelle de David James, présent sur l'album Nurse et font appel, pour ce faire, au violoncelliste Martin McCarrick. Celui-ci a joué du violoncelle ou d'autres instruments sur des albums de The Glove, Siouxsie and the Banshees, This Mortal Coil et Dead Can Dance. Malgré sa formation classique, sa mentalité plutôt punk et ses collaborations antérieures plaisent au groupe. Il fera quelques dates avec Therapy? en jouant du violoncelle sur la tournée Infernal Love en 1995-96 et, ensuite, intégrera le groupe en 1996. À la fin de l'année, le groupe enregistre pour John Peel et Mark Goodier des chansons qui apparaîtront sur l'album Music Throught A Cheap Transistor : The BBC Sessions, en 2007. Autre "sortie" secondaire, fin 1992, Therapy? joue à l'Ulster Hall à Belfast. Pour l'occasion, mille exemplaires gratuits d'un 45 tours promotionnel sont distribués au public. Celui-ci se nomme Have A Merry Fucking Christmas et contient les reprises de Teenage Kicks des Undertones et With or Without You de U2, deux groupes irlandais.

### Succès (1993–1995)
Le groupe commence à enregistrer les quatre morceaux de Shortsharpshock (Screamager, Auto Surgery, Totally Random Man, une nouvelle version d'Accelerator) le 7 janvier 1993 aux Studios Black Barn dans le Surrey, avec Chris Sheldon. Celui-ci rencontre le groupe pour la première fois le 4 décembre 1992 au Wulfrun Hall à Wolverhampton, lors d'un concert. Sheldon deviendra un ami du groupe et est le producteur de plusieurs albums de Therapy? (Shortsharpshock, Troublegum, Semi-Detached, le mixage de High Anxiety, Cleave et le Greatest Hits (2020 Versions)), dont Troublegum. Le groupe connaît le succès probablement à partir de l'année 1993. L'EP Shortsharpshock paraît le 8 mars 1993. La pochette est un hommage à la culture punk avec ses différentes images qui montrent une fermeture éclair, une épingle à nourrice et une lame de rasoir. L'EP atteint la deuxième place en Irlande et la troisième place au Royaume-Uni. Le single les mène à participer au Top of the Pops. À la fin du mois de mars 1993, le groupe enregistre pendant quatre jours aux Studios Livingston cinq morceaux, dont quatre seront gardés pour l'EP Face the Strange. Opal Mantra figurera sur l'EP du même nom. Face the Strange (qui contient les morceaux Turn, Speedball, Bloody Blue, Neck Freak) et Opal Mantra atteignent le Top 40. Face the Strange paraît le 1er juin 1993 et se classe à la 18ème place au Royaume-Uni dans la catégorie 45 tours et la 5ème place en Irlande. S'ensuit une nouvelle prestation dans Top of the Pops. Opal Mantra paraît le 16 août (16ème place au Royaume-Uni et 6ème place en Irlande). Ils joueront à nouveau dans Top of the Pops. En avril 1993, le groupe tourne aux États-Unis pour six semaines avec les Kings X, puis avec Helmet et The Jesus Lizard, et jouent au Japon. A New York, le groupe enregistre un titre avec le rappeur Fatal, nommé Come and Die pour la BO du film Judgement Night. Des compilations regroupant des morceaux d'un ou plusieurs EPs publiés précédemment (Shortsharpshock, Face the Strange et Opal Mantra) sont publiées aux États-Unis et au Japon (Hats Off to the Insane, avec surtout des morceaux de Shortsharpshock), et en Europe (Born in a Crash, avec des morceaux de Face the Strange et Opal Mantra).
1994 assiste à la sortie de l'album à succès Troublegum en février, en particulier en France grâce au tube "Nowhere" (single paru le 17 janvier 1994, dans la foulée, nouvelle prestation à Top of the Pops), qui mène le groupe à jouer dans des festivals comme le Reading (troisième apparition consécutive), aux Monsters of Rock, et au Phoenix Festival. L'album aura un grand succès aussi en Allemagne. Il a été disque d'or au Royaume-Uni et s'est vendu à un million d'exemplaires (Therapy? vendra plus de trois millions d'exemplaires au cours de sa carrière). Les principales sources d'inspiration de l'album sont des groupes comme Helmet (cf. Unbeliever), Fugazi, Big Black, etc. Selon Cairns, "je voulais garder cette mentalité de loser qui court tout au long de Troublegum : la rage impuissante." Il est nommé à plusieurs reprises en fin d'année, notamment du Mercury Music Prize, et aux Kerrang! Awards,. En mars et avril 1994, entre Londres et Los Angeles, après un coup de téléphone de la femme d'Ozzy Osbourne le 11 mars au Danemark, le groupe enregistre la reprise d'Iron Man de Black Sabbath qui se trouve sur la compilation de Nativity in Black. Le single Die Laughing paraît le 30 mai (n°29 en Angleterre et n°14 en Irlande).
Un nouvel album, Infernal Love, est publié le 12 juin 1995, qui est accueilli de façon mitigée par la presse spécialisée à l'époque. L'excès de consommation de drogue et d'alcool de la part de Cairns marque l'année 1995, en raison de la pression due à la célébrité. Depuis la fin de l'année 1994, les rapports entre le batteur et le chanteur sont froids, tendus, quasi mutiques. Le groupe a tenté d'enregistrer un album « cinématique » aux côtés du DJ David Holmes (qui fait les interludes entre les chansons), un DJ de Belfast. David Holmes avait déjà remixé Die Laughing à deux reprises pour la sortie du single. Malgré une seconde apparition consécutive aux Monsters of Rock à la demande de Metallica, et les singles Stories (paru le 22 mai 1995, n°14 au Royaume-Uni et 15ème place en Irlande, avec un passage à Top of the Pops) et Loose atteignant les classements en début d'année, Therapy? change de direction musicale.Diane, qui sort le 6 novembre 1995, est une reprise du groupe Hüsker Dü.

### Départ d'Ewing (1996–1998)
Fyfe Ewing quitte le groupe en janvier 1996. Le groupe recrute rapidement Graham Hopkins pour remplacer Ewing, ainsi que le violoncelliste Martin McCarrick, qui tournera avec eux aux États-Unis et au Canada en 1996.
Après la fin de leur tournée en octobre 1996, Therapy? fait une longue pause. Ils reviennent après quelques mois et passent l'année 1997 à écrire, répéter et enregistrer leur suite à l'album Infernal Love,.
Le single Church of Noise, publié en mars 1998, est un échec commercial, mais il marque le retour du groupe après trois ans d'absence. L'album Semi-Detached caractérise la trajectoire musicale sombre et atmosphérique de Troublegum et Infernal Love.

### Tournant du millénaire (1999–2003)
Le groupe se tourne vers un nouveau style de metal alternatif caractérisé par la chanson Ten Year Plan issu de leur album Suicide Pact - You First, publié au label Ark2,.
L'année suivante, le groupe publie So Much for the Ten Year Plan - A Retrospective 1990-2000 (en titre du moins). Il permet au groupe de fournir certaines obligations contractuelles avec Universal Music.
Therapy? enregistre l'album Shameless au début de 2001 à Seattle. L'album, produit par le légendaire Jack Endino, est repoussé par le label Ark21 jusqu'en septembre. Graham Hopkins], insatisfait de la direction musicale du groupe, part en décembre 2001. Après le départ de Hopkins, le groupe se retrouve sans batteur et sans contrat. Le groupe tourne en Europe en 2002 avec l'ancien batteur de 3 Colours Red, Keith Baxter. Hopkins est remplacé d'une manière permanente dans Therapy? par Neil Cooper (ex-The Beyond, Cable, Gorilla), tandis que le groupe signe un nouveau contrat avec le label Spitfire Records.
Cette formation ne dure que le temps d'un album : High Anxiety. Le premier DVD du groupe, intitulé Scopophobia, est publié peu de temps après, et comprend des images de leur apparition au Belfast's Mandella Hall en juin 2003, des vidéos promotionnelles et autres bonus. Le groupe termine une tournée britannique en 2003 en trio, après le départ de McCarrick à cause d'un tympan perforé.

### Retour en trio (2004–2009)

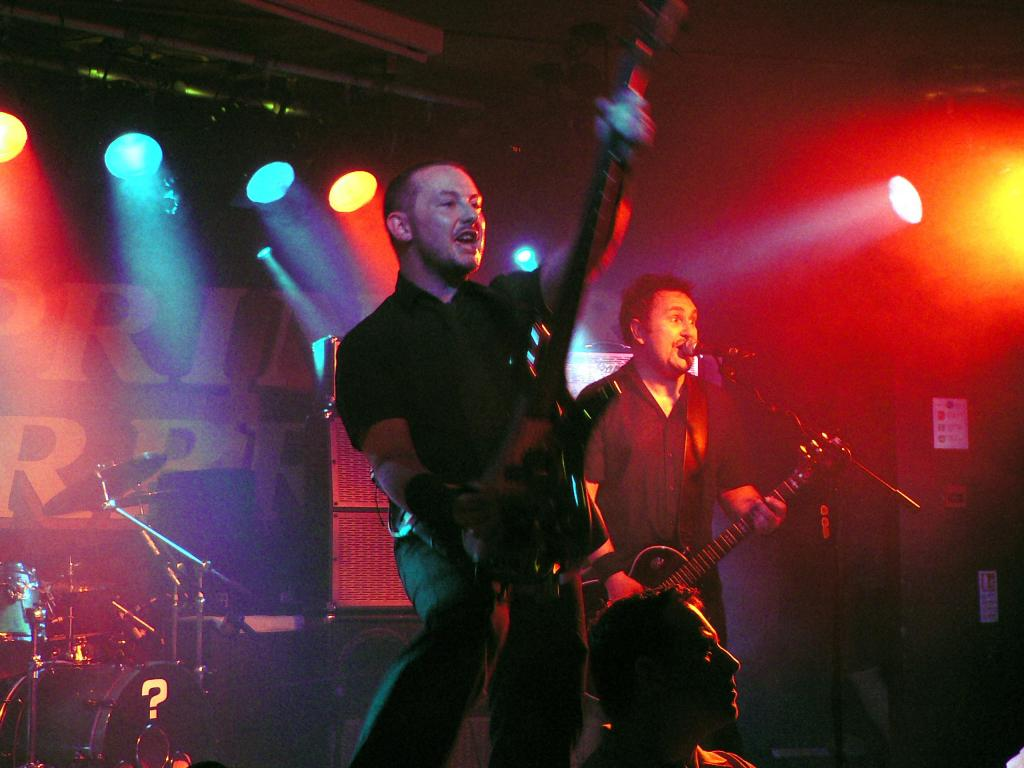
Therapy? en concert en 2006.

McCarrick quitte définitivement le groupe en mars 2004, et le groupe redevient un trio, une première depuis 1995. Never Apologise Never Explain est publié en septembre 2004, pour un public habitué au trio Therapy?. L'album qui suit, One Cure Fits All, est publié en avril 2006. Cet album, produit par Pedro Ferreira, est un retour aux tendances mélodiques de High Anxiety, mais divise encore les fans et le public.
Le 16 septembre 2006, Therapy? joue un concert de chansons inédites. Au début de 2007, ces chansons sont mises en ligne sur le site web du groupe. Le Webgig n'est désormais plus en ligne. Leur ancien label Universal Records (qui possède les droits des chansons du groupe enregistrées chez A&M Records) publie un DVD et de vieux clips promotionnels (Gold) et un double-CD des sessions BBC (Music Through A Cheap Transistor) en 2007. Par la suite, Therapy? se consacre au festival NXNE au Canada, à des dates en Europe, et à une tournée dans différents pays comme la Roumanie, la Croatie et la Serbie. Le groupe termine l'année en jouant avec New Model Army à Noël à Cologne.
Therapy? remplace Biffy Clyro à la dernière minute pendant la tournée Jägermeister Rock Liga en Allemagne, en cinq dates en février 2008. Therapy? commence ensuite l'enregistrement d'un nouvel album en juillet aux Blast Studios en Newcastle qu'ils finissent en fin août. Il est produit par Andy Gill. Intitulé Crooked Timber, est publié le 23 mars 2009 au label Blast Records/Global Music. Le groupe joue son nouvel album dans son intégralité en mai, sur scène.

### Vingtième anniversaire (2010–2013)
Pour marquer leur vingtième anniversaire, Therapy? joue pendant trois nuits de suite aux Monto Water Rats en mars, qui sera enregistré pour le DVD live We're Here to the End publié en novembre. Une édition deluxe gold de l'album Crooked Timber est publiée le 19 juillet. Therapy? participe aussi à des festivals européens en été, comme le Sonisphere de Knebworth le 31 juillet où le groupe joue l'album Troublegum dans son intégralité. Plus tard en 2010, le groupe joue plusieurs sets Troublegum and More en Europe.
En décembre 2010, le groupe enregistre son treizième album, A Brief Crack of Light au Blast Studio de Newcastle. L'enregistrement de l'album est terminé en février 2011 et le mixage débute en mars. En fin mai 2011, le groupe annonce un nouvel album, et publie plusieurs chansons qui sont mixées en juillet 2011. L'album est publié en février 2012. Elles sont précédées d'un single et d'une vidéo intitulés Living in the Shadow of the Terrible Thing publiés en janvier 2012.
The Gemil Box est publié le 18 novembre 2013. Il comprend les versions remasterisées de Nurse, Troublegum, Infernal Love et Semi-Detached, 3 CDs de chansons instrumentales et rare, un DVD du Sonisphere en 2010, des bootlegs officiels du London ULU '91 et du London Mean Fiddler '92, une vinyle de leurs premières démos et une cassette de leur live à Dublin 1990.

### Disquiet(depuis 2014)
Le 18 février 2014, commence la pré-production de son quatorzième album aux côtés du producteur Tom Dalgety aux Blast Studios de Newcastle. La session se termine le 28 février avec 18 chansons sous forme de démo. L'album est publié en 2015.

## Discographie

### Albums studio
- 1991 : Babyteeth
- 1992 : Pleasure Death
- 1992 : Nurse
- 1994 : Troublegum
- 1995 : Infernal Love
- 1998 : Semi-Detached
- 1999 : Suicide Pact – You First
- 2001 : Shameless
- 2003 : High Anxiety
- 2004 : Never Apologise Never Explain
- 2006 : One Cure Fits All
- 2009 : Crooked Timber
- 2012 : A Brief Crack of Light
- 2015 : Disquiet
- 2016 : Wood & Wire
- 2018 : Cleave
- 2023 : Hard Cold Fire

### Compilations
- 2000 : So Much for the Ten Year Plan: A Retrospective 1990-2000
- 2007 : Music Through a Cheap Transistor: The BBC Sessions
- 2013 : The Gemil Box
- 2014 : Stories: The Singles Collection

### Albums live
- 2010 : We're Here to the End

## Vidéos
- Scopophobia (2004) (DVD live à Belfast's Mandela Hall)
- Gold Collection (2007) (DVD des vidéo clips officiels et promo)
- Webgig (2007) (vidéo live en studio où le groupe a joué une série de chansons choisies par les fans. Cette vidéo a été téléchargeable à partir du site officiel)